# Lanistes nyassanus
Lanistes nyassanus é uma espécie de caramujo de água fresca. É um molusco gastrópode aquático, com guelras e opérculos da família Ampullariidae
O nome nyassanus, é derivado do local onde é comumente encontrado, o Lago Niassa.

## Distribuição
Lanistes nyassanus é encontrado no Malawi e em Moçambique.

## Descrição
A largura da concha é de 75 mm.
A altura da concha é de 68 mm.